# Little Plastic Castle
Little Plastic Castle è un album della cantante statunitense Ani DiFranco, pubblicato nel 1998.

## Il disco
È il disco che ha fatto conoscere Ani DiFranco in Italia. A partire dall'uscita di quest'album, e in seguito a una fortunata apparizione a MTV nel programma Sonic condotto da Enrico Silvestrin, la RTI Music ristampa tutti i dischi di Ani DiFranco, inserendo all'interno di ognuno un opuscolo chiamato "Guida all'ascolto", contenente le traduzioni italiane dei testi delle canzoni.

## Tracce
1. Little Plastic Castle – 4:03
2. Fuel – 4:01
3. Gravel – 3:32
4. As is – 4:05
5. Two Little Girls – 4:57
6. Deep Dish – 3:38
7. Loom – 2:51
8. Pixie – 4:25
9. Swan Dive – 6:28
10. Glass House – 5:18
11. Independence Day – 3:44
12. Pulse – 14:16